# Szirak (prowincja)
Szirak (orm. Շիրակի մարզ; [ʃiˈɾɑk]ⓘ) – prowincja w Armenii. Leży w zachodniej części kraju i graniczy z Gruzją i Turcją. Jej stolicą jest Giumri.

## Geografia
Prowincja Szirak składa się z 3 gmin miejskich i 96 gmin wiejskich:

### Gminy Miejskie
- Giumri
- Artik
- Maralik

## Polonica
W 2013 w prowincji realizowano projekt Grupy producenckie i skuteczne doradztwo rolnicze szansą dla rozwoju prowincji Szirak realizowany przez samorząd województwa wielkopolskiego z dotacji polskiego MSZ. 